# AC Cattolica Calcio
AC Cattolica Calcio – włoski klub piłkarski z siedzibą w miejscowości Cattolica w regionie Emilia-Romania.

## Historia
Klub założono 1923 roku na bazie powstałego 2 lata wcześniej towarzystwa sportowego Polisportiva Robur. W początkach swojej działalności miał on charakter rekreacyjny i brał udział w rozgrywkach amatorskich. W 1946 roku przystąpił do oficjalnych rozgrywek. W 1954 zespół został rozwiązany i reaktywowany 3 lata później w wyniku połączenia lokalnych drużyn Superga i Folgore jako FC Cattolica. W sezonie 1963/64 Cattolica po raz pierwszy uzyskała awans do Serie D (IV poziom rozgrywkowy), zmieniając przy tym status na półprofesjonalny.
W sezonie 1979/80 klub uzyskał promocję do Serie C2, która w wyniku reformy rozgrywek była IV szczeblem ligowym, gdzie występował przez kolejnych 5 lat. W sezonie 1981/82 Cattolica zajęła 4. lokatę w grupie B Serie C2, co jest najlepszym dotychczasowym osiągnięciem w historii. Od 1985 roku klub uczestniczył w rozgrywkach od V do VII szczebla rozgrywkowego. Po spadku z Eccellenza Emilia-Romagna w sezonie 2015/16 połączył się z założonym w 2011 roku klubem satelickim Giovane Cattolica 1923, przejmując jego nazwę (w użytku funkcjonuje również nieoficjalna nazwa Cattolica Calcio 1923).
Chronologia nazw
- 1923–1968: Football Club Cattolica
- 1968–2016: Associazione Calcio Cattolica Calcio
- od 2016: Giovane Cattolica 1923

## Barwy
Oficjalnymi barwami Giovane Cattolica 1923 są kolory żółty i czerwony. Kolorystyka została wprowadzona przez jednego z założycieli klubu, Giorgio Calbiego, który zaproponował przyjęcie barw Rzymu.

## Stadion
Giovane Cattolica 1923 rozgrywa swoje mecze na Stadio Comunale Giorgio Calbi, zlokalizowanym na Via del Partigiano 4 w południowej części miasta. Nosi on imię Giorgio Calbiego, jednego z założycieli klubu i jego prezesa w latach 1957-1965. Obiekt posiada bieżnię lekkoatletyczną oraz pola do skoku wzwyż i skoku w dal. Pojemność stadionu wynosi 2250 miejsc, z czego 423 znajdują się pod dachem.

## Znani piłkarze
- Luca Gobbi
- Delio Rossi
- Federico Valentini